# Phoebe cava
Phoebe cava är en skalbaggsart som först beskrevs av Ernst Friedrich Germar 1824.  Phoebe cava ingår i släktet Phoebe och familjen långhorningar. Inga underarter finns listade i Catalogue of Life.